# Наступление Бичерахова в Дагестане
Наступление отряда полковника Лазаря Бичерахова в Дагестане началось в августе 1918 года после оставления позиций при обороне Баку от Кавказской исламской армии. Сотрудничавший с британскими войсками в Закавказье русский офицер Бичерахов стремился продолжить войну с Османской империей, в связи с чем решил закрепиться на Северном Кавказе и соединиться с восставшими казаками на Тереке. В ходе наступления за месяц Бичерахов отбил у дагестанских большевиков во главе с Махачем Дахадаевым ключевые города на равнине и принудил их к капитуляции. Впоследствии Бичерахов контролировал захваченные территории около месяца, в ноябре Кавказская исламская армия в результате боёв с бичераховцами выбила последних из Дагестана.

## Предыстория и причины
Войсковой старшина Лазарь Бичерахов участвовал в Первой мировой войне на персидском фронте во главе терско-казачьего отряда. После начала Гражданской войны в России Бичерахов отказался перестать воевать и, договорившись с британцами, присоединился к боевым действиям против Османской империи в Закавказье и обороне Баку 7 июля. 30 июля после ряда поражений на фронте он оставил позиции и ушёл со своим отрядом на север, в Дагестан, заявив, что отказывается «от командования армией дезертиров и трусов».
Целью Бичерахова всё ещё оставалось возвращение под российский контроль нефтяной столицы бывшей империи — Баку. Для этого необходимо было хотя бы завладеть прикаспийской полосой Азербайджана и Дагестана и железной дорогой на Петровск, а также использовать ресурсы Терека и Кубани. Бичерахов писал, что защищает «русский Баку и русские жизни в Закавказье и на Каспийском море» и считал, что победа турок в Закавказье приведёт к тому, что «панисламизм перебросится на Северный Кавказ и мы окажемся рабами».

## Силы сторон
Перед наступлением бичераховцев в Дагестане уже четыре месяца шла гражданская война между большевиками, которые контролировали прикаспийскую равнину, и шариатистами во главе с муфтием Горской республики Нажмудином Гоцинским, занимавшими Нагорный Дагестан. Советский историк Гаджиали Даниялов писал, что «советских войск было мало. Не хватало провианта и боеприпасов». Летом интенсивность боёв снизилась и началось затишье, из-за чего ополченцы в армиях расходились по аулам, а красноармейские части деморализовались от безделья. Алибек Тахо-Годи также отмечал, что «почти поголовно все [войсковые] части валились от малярии». Общая численность красноармейских частей в Дагестане к июлю 1918 года доходила до четырёх с половиной тысяч солдат.
В июле командир одного из отрядов сообщал: 
«Люди босые и раздетые, вести войну в горах — не в Астрахани гулять. Дошли до того, что рвём с себя рубашки и перевязываем раны … Отряд, который имею, устал и ультимативно требует смену»
По запросу Сталину дагестанским большевикам из Царицына на барже была отправлена крупная партия оружия, однако она не дошла вовремя из-за антисоветского восстания в Астрахани 15 августа и английского флота в Каспии. Находясь в Баладжарах, Бичерахов конфисковывал весь груз, который следовал в Петровск.

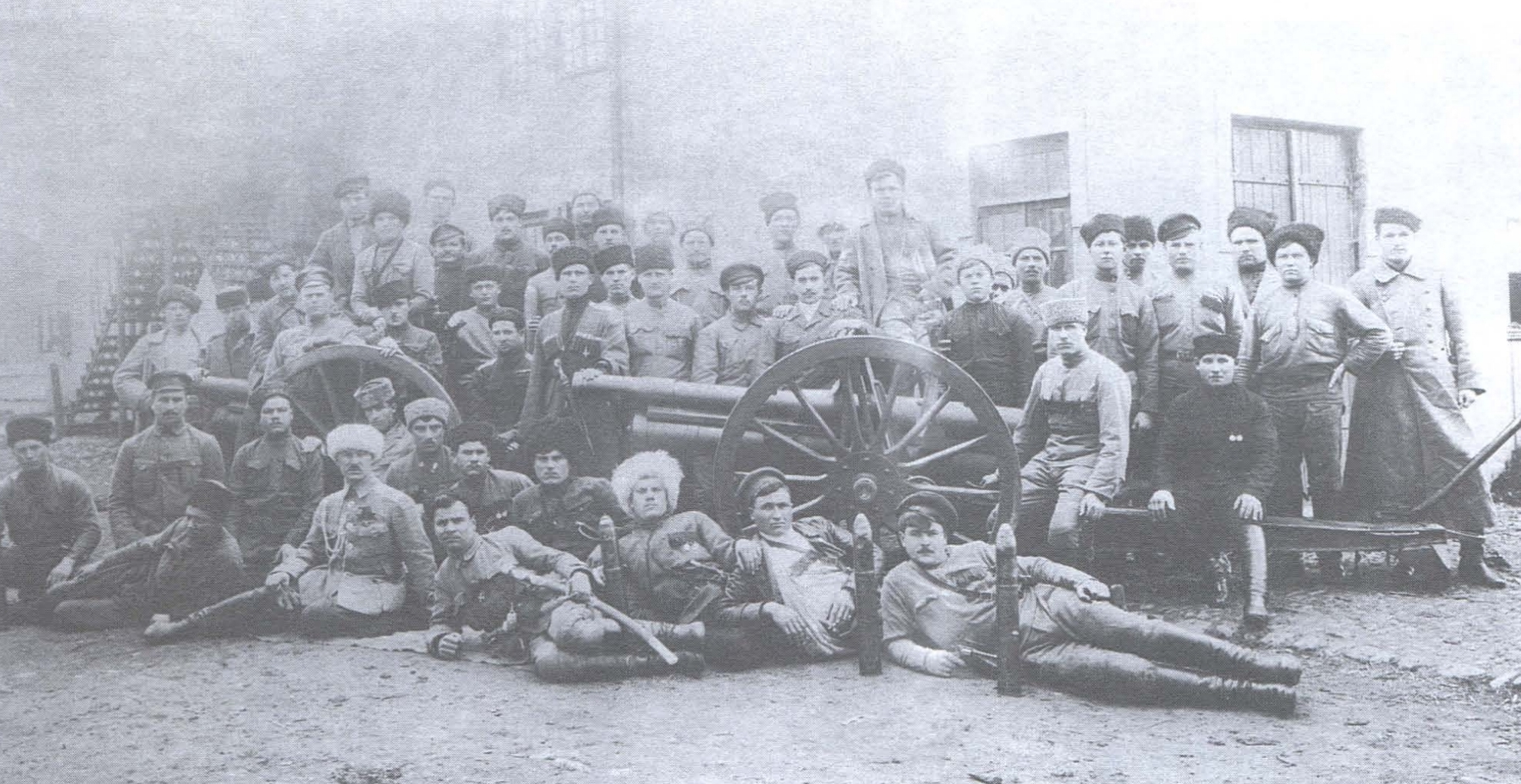
Бичераховцы. Фотография 1918 года

При отправлении из Баку отряд Бичерахова насчитывал 3000 казаков, к нему также присоединились местные добровольцы. При себе отряд имел 32 пулемёта, 16 орудий, боеприпасы, автомобильный и гужевой транспорт и полуторатысячный конский состав.

## Боевые действия
Бичерахов вошёл в Дагестан, не собираясь ни с кем там воевать, однако оказалось, что это невозможно. Среди большевиков он уже был объявлен предателем. Передовая сотня бичераховцев 2 августа зашла в Дербент и наткнулась на прибывающие советские отряды, общая численность которых составила около тысячи солдат. Бичераховцам предложили сложить оружие и отступить. После отказа восемь офицеров Бичерахова были взяты большевиками в плен, остальным казакам пришлось уходить под огнём бронепоезда. Груз двух бичераховских пароходов, прибывших в Петровск (сейчас — Махачкала), был большевиками реквизирован, 18 офицеров и 82 солдата с борта также были взяты в плен. В качестве ответной меры Бичерахов взял в заложники членов Дербентского исполкома. Заявив, что большевики на него напали первыми, Бичерахов начал наступление основными силами. Красноармейцы не смогли оказать серьёзного сопротивления и начали отступать вдоль железной дороги. 15 августа отряд Бичерахова завладел Дербентом.
При противостоянии Бичерахову были задействованы:
- 6-й Царицынский полк;
- Дагестанский советский конный полк;
- Петровский и Дербентский рабочие батальоны;
- Партизанские отряды из местного населения;
- Присланный из Астрахани отряд из бывших венгерских военнопленных.

С 20 по 28 августа шли бои у Мамедкалы. В красноармейских рядах царила паника: Царицынский полк и некоторые подразделения конного полка отказались сражаться и ушли с фронта. Отряд из пятисот петровских рабочих целиком сдался в плен. Бичераховцы отпускали пленных, чтобы они возвращались на позиции и агитировали других тоже отказаться воевать. Большевики отступили до Манаса, спланировав дать там решающий бой, но шариатисты из Нагорного Дагестана выдвинули свои силы, большевикам пришлось перевести полк с фронта для защиты Темир-Хан-Шуры, а члены партизанских отрядов из местного населения разошлись по аулам. Красноармейцы отступили в Петровск. Туда по указанию Ленина из Астрахани были переведены Ленинский полк, отряд С. Джорова, стягивались отряды с других дагестанских фронтов. В Петровске была объявлена мобилизация всех коммунистов и рабочих, укреплялись подступы к городу. Вокруг города была проложена железная дорога, по ней был пущен построенный блиндированный поезд.
Бичераховцы не смогли взять Петровск с ходу. Началась блокада города, в море стояли канонерские лодки «Карс» и «Ардаган». Несколько дней шли ожесточённые бои. 2 сентября бичераховцы победили. Часть большевиков отплыла в Астрахань, осталась группа дагестанцев-социалистов под руководством Дахадаева, которые вступили в переговоры с Бичераховым. Тот дал обещание не участвовать в гражданской войне в Дагестане и воевать только против турок. По договору, Бичерахову отводилась прибрежная полоса Дагестана, а Дахадаев с остатками войск отошёл в Темир-Хан-Шуру.
12 сентября в Баку в помощь обороняющимся прибыло пятьсот солдат, которых выделил Бичераховым. Он собирался и дальше продолжать поддержку обороняющихся, однако 14 сентября Баку было взято Кавказской исламской армией.
Тем временем турецкие офицеры, находившиеся в Нагорном Дагестане и поддерживавшие шариатистов, развернули подготовку к наступлению на Темир-Хан-Шуру, занимаемую большевиками. Военный министр Горской республики Нух-бек Тарковский, которому турки предложили возглавить операцию, решил не начинать поход. Вступив в переговоры с Бичераховым, 16 сентября он заключил с ним договор, согласно которому Тарковский признавался временным диктатором Дагестана; взамен Тарковский обязался отвести турецкие части дальше в горы — на Гуниб.
Из Темир-Хан-Шуры Дахадаев стал писать письма Бичерахову в заносчивом тоне с требованием не препятствовать сноситься с астраханскими большевиками. Несмотря на договор между Дахадаевым и Бичераховым, 19 сентября последний захватил Темир-Хан-Шуру, Дахадаев ушёл в горы.

## Последствия
20 сентября советская власть в Дагестане была полностью ликвидирована. Начался политический террор. Против оставшихся в регионе большевистских лидеров со стороны бичераховцев начались репрессии: были расстреляны Арон Эрлих, Василий Бешенцев, Иван Кобяков, Никита Ермошкин, Георгий Канделаки, Гейдар-Али Таги-Заде, М. Гаджиев, Вячеслав Ляхов, С. Лагода, Осканов. По советским данным, трупы многих из них долго лежали у здания военного комиссариата в Петровске. Чекист Иван Котров попал в окружение в Петровске и застрелился. Махач Дахадаев был убит людьми Нух-бека Тарковского. Убиты были дербентский городской глава с сыном и другие мусульманские деятели города. В последующие годы в советской прессе рассказывалось о судьбе солдат-венгров, которых бичераховцы заставили копать себе могилы и «зверски расстреляли».
От бичераховского руководства, однако, террористических дирекций не поступало; напротив, регулярно издавались приказы с требованием соблюдать порядок и не допускать дискредитацию отряда в глазах населения, ужесточались меры наказания. После занятия Дербента Бичерахов констатировал, что «в последние дни участились безобразия казаков и солдат отряда в городе <…> Офицеры не доносят мне о бесчинствах, а казаки и солдаты укрывают». В Петровске, писал Бичерахов, «лица, не уполномоченные и по большей части даже не входящие в состав отряда, самочинно устраивают ночные обыски и аресты». По мнению современного исследователя Алексея Безугольного, в значительной мере на появление настроения самоуправства и мародёрства среди бичераховцев повлияли и вступившие в отряд бакинские армяне. Вдохновителем террора в Дагестане, по мнению Безугольного, являлся дашнак Нерсес Джигитян, который занимал должность руководителя политической службы Бичерахова.
За победу над большевиками 16 ноября 1918 года Лазарь Бичерахов был произведён в генерал-майоры генералом В. Г. Болдыревым и назначен командующим русскими силами «в Прикаспийском крае и в освобождённом от большевиков прилегающем районе».

## В историографии
События в Дагестане вкупе с восстанием терских казаков во главе с братом Лазаря Георгием Бичераховым в советской историографии получили название «Бичераховщина». В СССР исследователи сталкивались с цензурой и засекреченностью большинства материалов по теме, из-за чего сложилась традиция упоминать в трудах о «бичераховщине» лишь мимоходом.

## Память

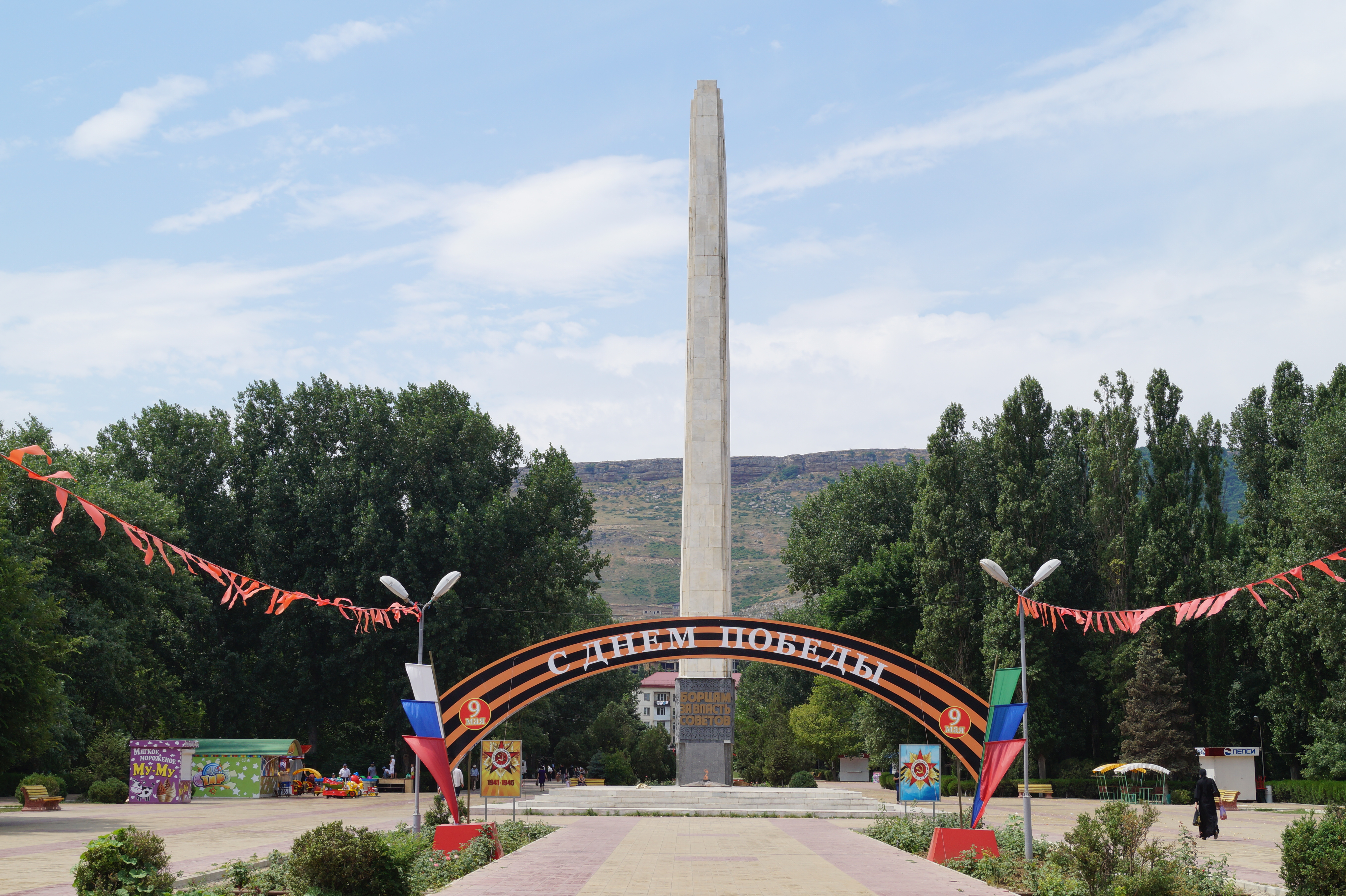
Памятник в Махачкале борцам за власть Советов
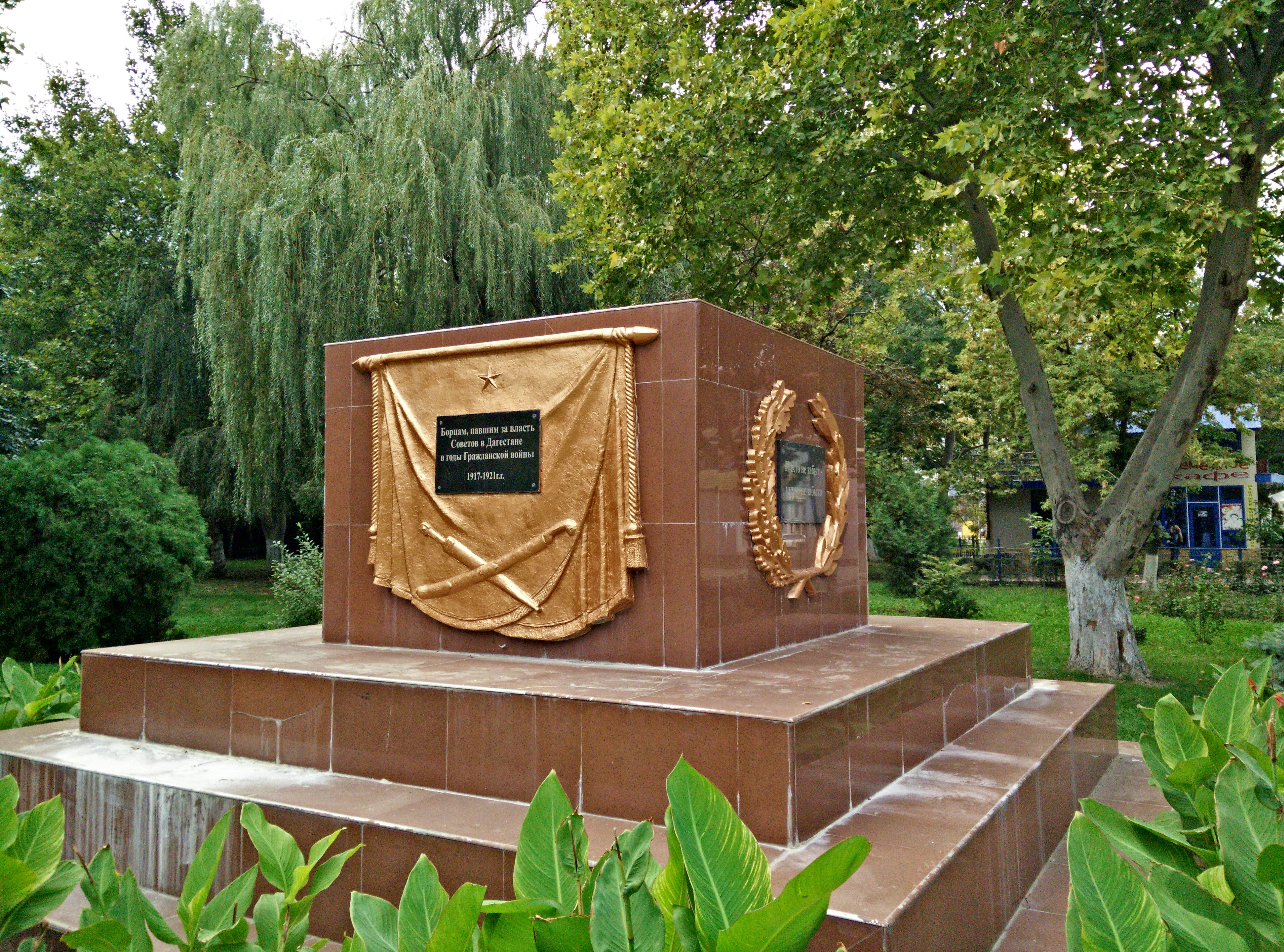
Памятник на братской могиле красноармейцев, погибших при обороне Петровска
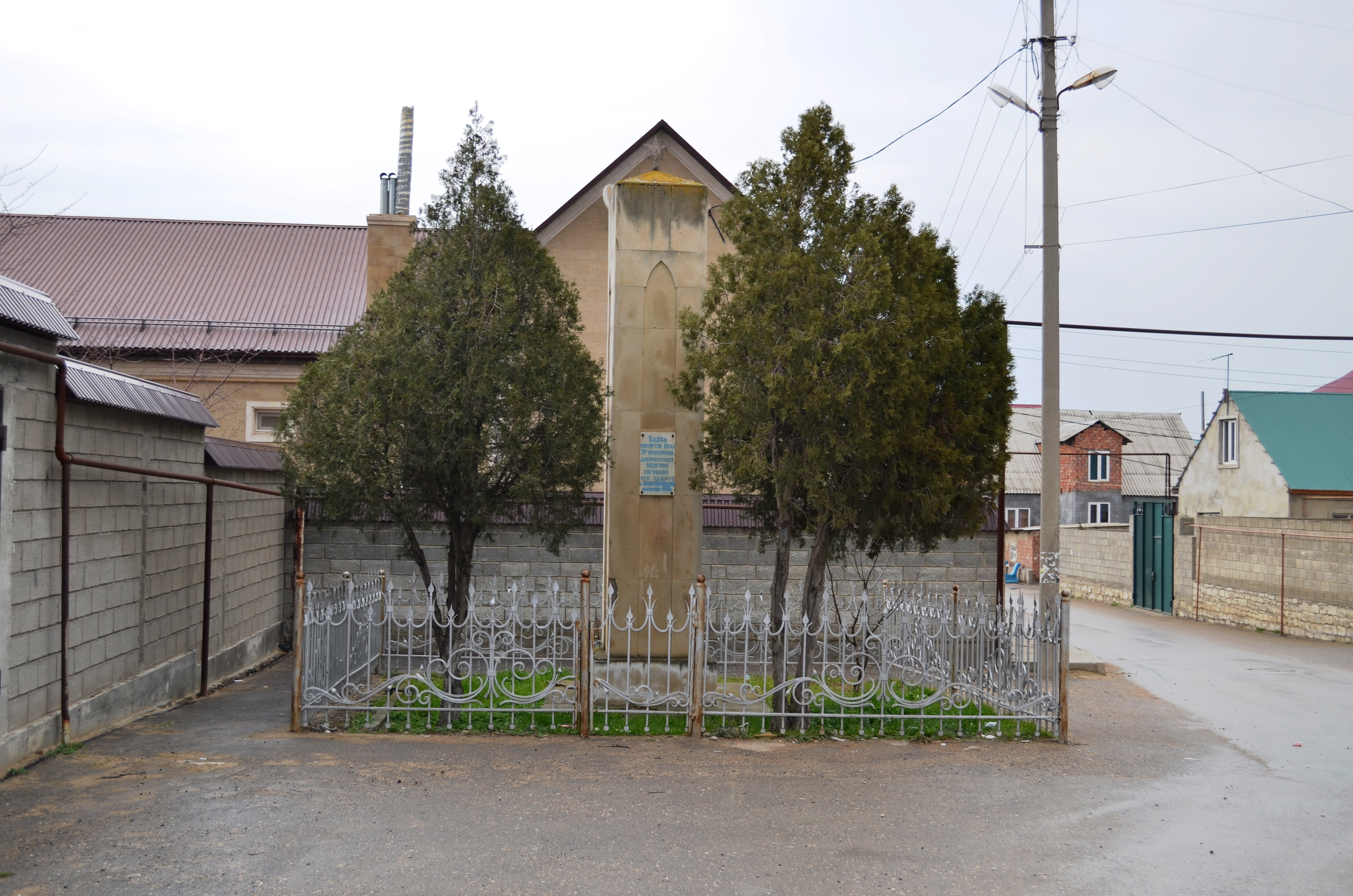
Памятник в Махачкале венграм, погибшим при защите города. В честь венгерский бойцов также названа улица
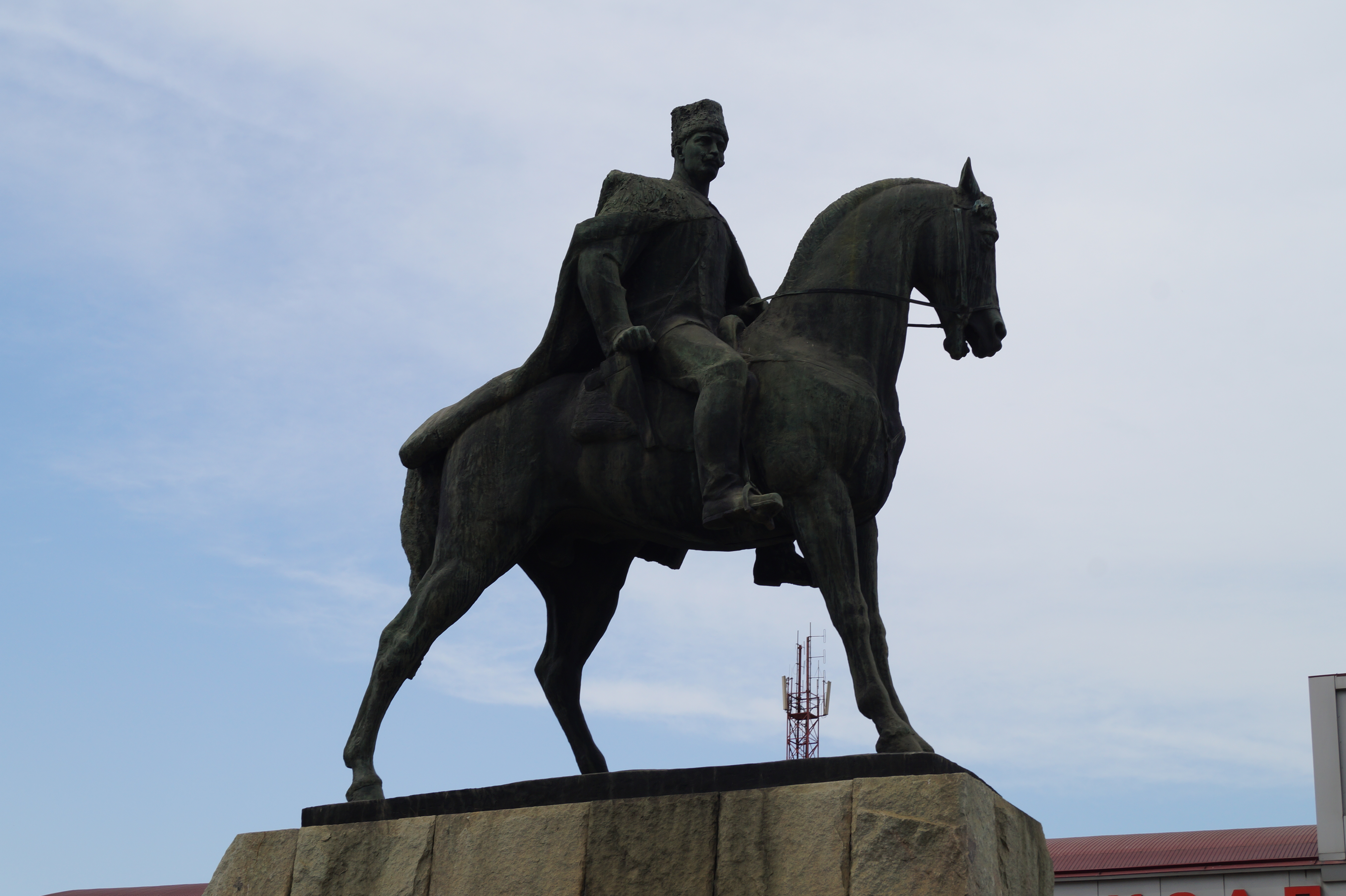
Памятник Махачу Дахадаеву в Махачкале
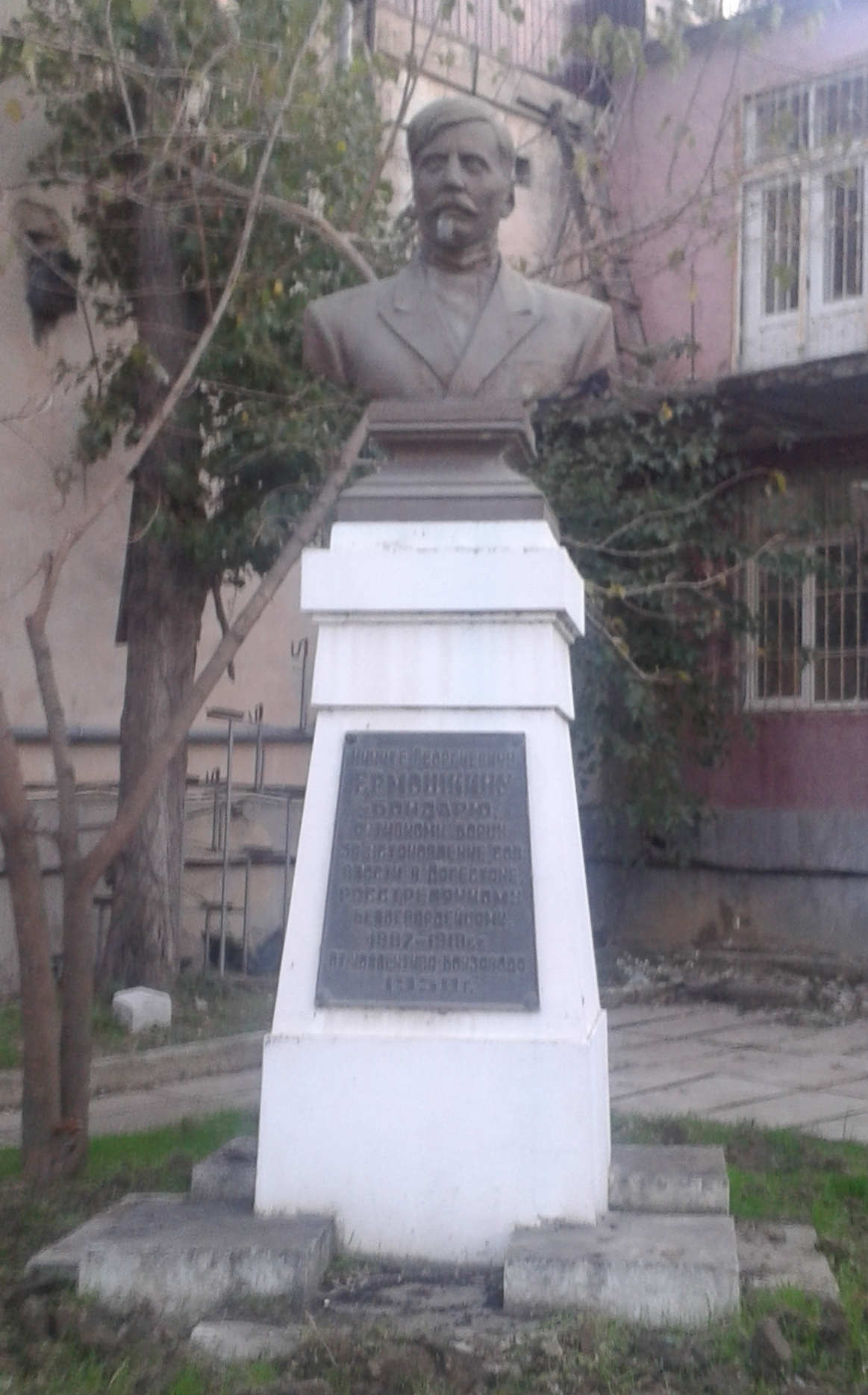
Памятник Никите Ермошкину в Махачкале

### Комментарии
1. ↑  Василий Бешенцев — председатель Комитета революционной обороны Дербента, начальник Красной Армии и штаба всех советских отрядов города[21].
2. 1 2 3  Иван Кобяков, Георгий Канделаки и Гейдар-Али Таги-Заде — члены Комитета революционной обороны[22].
3. ↑  Вячеслав Ляхов — командующий Первым Дагестанским советским полком[24].